# Helvetia (vonat)
A Helvetia egy vasúti járat volt, mely a németországi Hamburg-Altona és a svájci Zürich Hauptbahnhof között közlekedett 2002-ig. Megszűnése után helyét egy név nélküli járat vette át.

## Története
A járat az évek alatt számos átalakuláson esett át: 1952 és 1957 között mint Fernschnellzug, 1957–1979 között mint Trans Europ Express (TEE), 1979 és 1987 között mint Intercity, 1987 és 1991 között mint EuroCity (EC), 1992 és 2002 között mint Intercity-Express (ICE) közlekedett.

## Menetrend
| TEE 73 | Ország      | Állomás                 | km  | TEE 72 |
| ------ | ----------- | ----------------------- | --- | ------ |
| 13:39  | Németország | Hamburg Altona          | 0   | 16:19  |
| 13:46  | Németország | Hamburg Dammtor         | 5   | 16:11  |
| 13:55  | Németország | Hamburg Hbf             | 7   | 16:04  |
| 15:22  | Németország | Hannover                | 185 | 14:40  |
| 16:13  | Németország | Göttingen               | 293 | 13:45  |
| 18:32  | Németország | Frankfurt am Main       | 534 | 12:33  |
| 19:23  | Németország | Mannheim                | 615 | 11:34  |
| 19:53  | Németország | Karlsruhe               | 676 | 10:06  |
| 20:26  | Németország | Offenburg               | 750 | 09:33  |
| 20:53  | Németország | Freiburg                | 811 | 09:04  |
| 21:27  | Németország | Basel Badischer Bahnhof | 873 | 08:30  |
| 21:41  | Svájc       | Basel SBB               | 878 | 08:24  |
| 22:43  | Svájc       | Zürich HB               | 966 | 07:00  |

## Képek

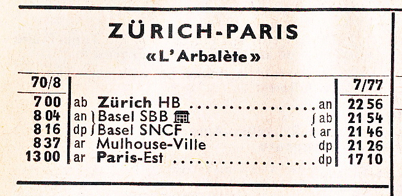
Vonatjegy a Helvetiára
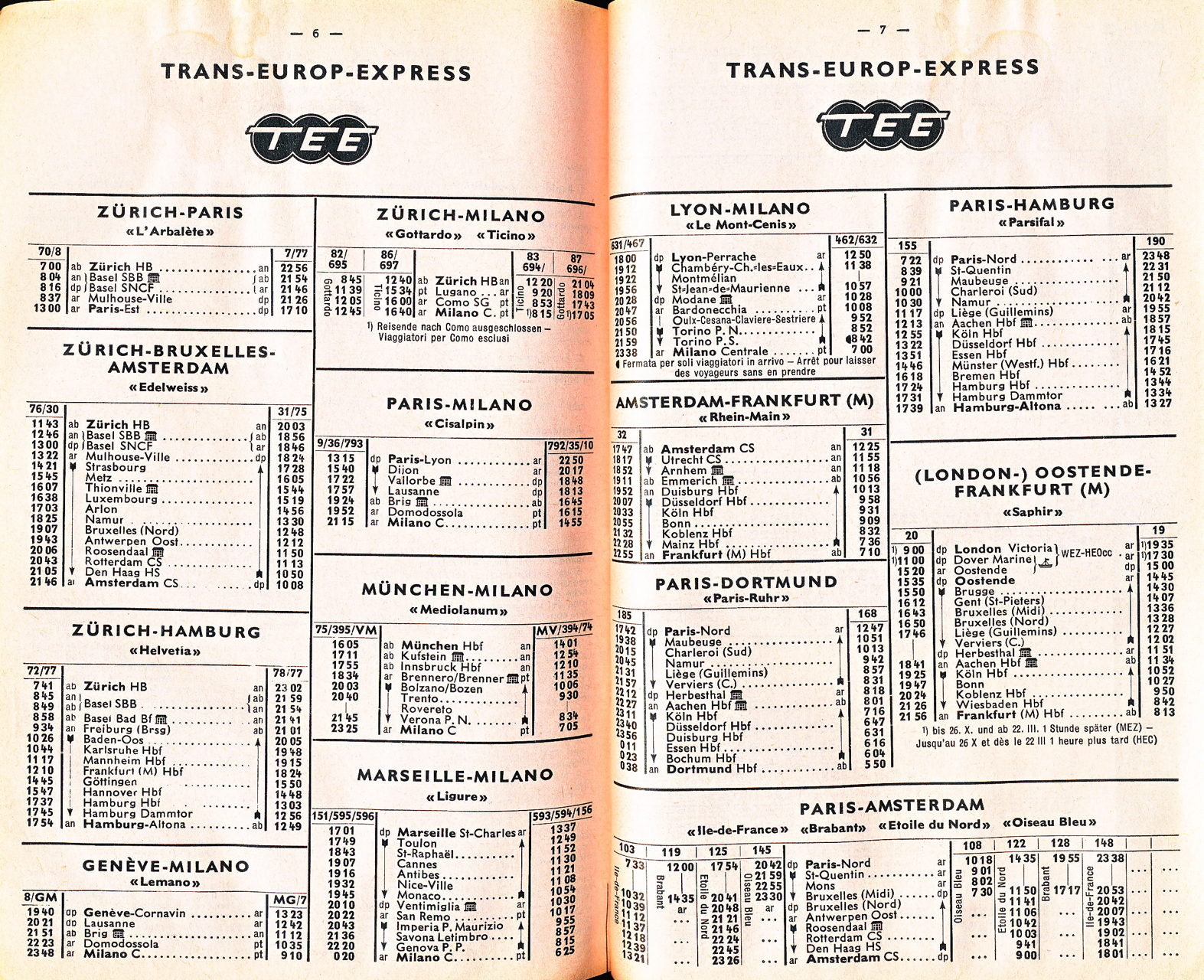
svájci vasúti menetrend
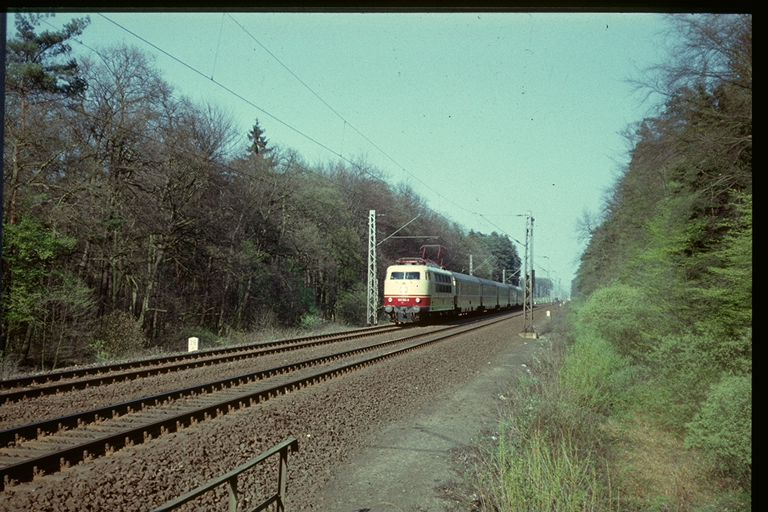
A TEE Helvetia 1973 körül